# Конвективний осередок
Конвективний осередок (рос. конвективная ячейка, англ. convection cell; нім. Konvektionszelle f) – в тектониці, гіпотетична система руху мантійної речовини під впливом розігрівання внутрішніх частин Землі. В центральній частині системи відбувається підняття речовини, а у зовнішній – опускання. Деякі дослідники вважають, що висхідні гілки течії приурочені до серединно-океанічних хребтів, а низхідні – до острівних дуг і континентальних околиць.